# Изменчивая агама
Изменчивая агама (лат. Trapelus mutabilis) — ящерица семейства агамовых.
Общая длина 17—18 см. Голова короткая, широкая, немного плоская. Туловище сплющенное. Хвост немного меньше туловище. Конечности хорошо развиты. Чешуя мелкая, со слабо выраженными килями, на затылке расположены ряды заострённых шипиков. Чешуя на спине разнородная, отличается формой и размерами. Окраска сероватая или светло-коричневая с симметричным рисунком из крупных тёмных пятен на спине. У взрослых самцов пятна обычно тёмно-коричневые, у самок - рыжеватые. Брюхо светлее спины. Горло имеет мраморный рисунок, окрашивается в интенсивный синий цвет у самцов.
Любит засушливые каменистые места, пустыни. Прячется среди камней, в трещинах или расщелинах. Питается насекомыми и мелкими беспозвоночными.
Яйцекладущая ящерица. Самка откладывает от 4 до 8 яиц.
Вид распространён от Мавритании и Западной Сахары на западе Африки через Марокко, север Мали, Алжир, Ливию, северный Судан в Египет, также встречается на Аравийском полуострове и в Израиле.